# ایستگاه راه‌آهن وکهام
ایستگاه راه‌اهن وکهام (به انگلیسی: Wickham railway station) یک ایستگاه راه‌اهن در استرالیا است که در نیو ساوت ولز واقع شده‌بود.